# Dragonball Evolution
Dragonball Evolution (titulada como Dragonball Evolución en Hispanoamérica) es una película de acción y fantasía científica de 2009 dirigida por James Wong, producida por Stephen Chow y escrita por Ben Ramsey.
La película se basa libremente en el manga y anime japonés Dragon Ball creado por Akira Toriyama, y está protagonizada por Justin Chatwin, Emmy Rossum, James Marsters, Jamie Chung, Chow Yun-Fat, Park Joon-hyung y Eriko Tamura. En la película, el joven Goku revela su pasado y se propone luchar contra el malvado señor de la guerra alienígena Lord Piccolo que desea obtener las poderosas Dragon Balls y usarlas para apoderarse de la Tierra. La película comenzó a desarrollarse en 2002 y fue distribuida por 20th Century Fox. Es la primera adaptación occidental y la tercera adaptación de acción real de Dragon Ball que se produce desde la creación del manga. Tanto Toei Animation como Funimation declararon que no estuvieron involucrados en la adaptación cinematográfica de acción real de Dragon Ball.
Dragonball Evolution se estrenó en Japón y varios otros países asiáticos el 13 de marzo de 2009 y en los Estados Unidos el 10 de abril de 2009. La película recibió críticas negativas tanto de los críticos como de los fanáticos de Dragon Ball, particularmente por su guion, elenco e infidelidad al material de origen. La película tuvo un mal desempeño en taquilla, recaudando solo $9.4 millones en América del Norte y un total mundial de $58.2 millones contra un presupuesto de $30 millones. La película estaba destinada a ser la primera de una saga, pero debido al mal desempeño en crítica y taquilla, todas las secuelas fueron canceladas.
Es considerada una de las peores películas jamás hechas y una de las peores adaptaciones llevadas al cine o televisión.

## Argumento
Hace dos mil años, el demonio Lord Piccolo vino a la Tierra, causando estragos junto con su esbirro Ozaru el Gran Mono. Siete místicos crearon un poderoso encantamiento llamado Mafuba y lo usaron para sellar a Piccolo; sin embargo, se libera en la actualidad, y con su secuaz ninja Mai, comienza a buscar las siete Esferas del Dragón, cada una marcada con estrellas entre uno y siete, matando a cualquiera en su camino. Encuentra la primera Esfera del Dragón en posesión de una campesina llamada Seki en un pueblo empobrecido. Ella renuncia a la Esfera del Dragón para salvar la vida de su hija, y Mai aparentemente la mata.
En su decimoctavo cumpleaños, el artista marcial y estudiante de último año de secundaria Goku recibe la Esfera del Dragón de cuatro estrellas de su abuelo, Gohan. Al regresar a casa de una fiesta organizada por su enamorada Chi-Chi, Goku encuentra su casa destruida y su abuelo cerca de la muerte después del fallido intento de Piccolo de adquirir la Esferas del Dragón. Antes de morir, Gohan le dice a Goku que busque al maestro de artes marciales, el Maestro Muten Roshi, quien sostiene otra de las Esferas del Dragón. 
Luego, Goku conoce a Bulma de la Corporación Cápsula, que estaba estudiando la Esfera del Dragón de cinco estrellas hasta que Mai la robó y ha inventado un localizador para las Esferas del Dragón. Goku ofrece a Bulma su protección a cambio de su ayuda para encontrar a Roshi. En última instancia, lo localizan en la ciudad de Paozu y él se une a ellos en su búsqueda. Bajo el ala de Roshi, Goku comienza a entrenar su ki, sabiendo que deben obtener todas las Esferas del Dragón antes del próximo eclipse solar cuando Ozaru regresará y unirá fuerzas con Piccolo. En medio de la búsqueda del grupo de la Esfera del Dragón de seis estrellas, caen en una trampa tendida por el bandido del desierto Yamcha, pero Roshi convence a Yamcha de unirse prometiendo una parte de las regalías por el invento de Bulma. Juntos, el grupo lucha contra una emboscada de Mai y adquiere con éxito la próxima Esfera del Dragón.
Mientras el grupo continúa su búsqueda, visitan un Torneo Mundial de Artes Marciales donde Chi-Chi está compitiendo; ella lucha contra Mai en un combate, y Mai usa el combate para robar una muestra de su sangre. Chi-Chi se une brevemente al grupo mientras viajan a un templo donde Roshi consulta a su antiguo maestro Sifu Norris y comienza a preparar el encantamiento de Mafuba para que pueda volver a sellar a Piccolo, mientras que Chi-Chi ayuda a Goku en su entrenamiento a aprender la más poderosa de las técnicas de flexión de ki: el Kamehameha. Durante la noche, Mai, después de disfrazarse de Chi-Chi usando sus habilidades de cambio de forma y la sangre que robó antes, roba las tres Esferas del Dragón del equipo, agregándolas a las que Piccolo ya adquirió. Chi-Chi queda inconsciente en la pelea, mientras que Goku, Bulma, Yamcha y Roshi van en busca de Mai y Piccolo.
Con las Esferas del Dragón unidas con éxito, Piccolo llega al Templo del Dragón y comienza a convocar al dragón Shenlong, pero es detenido por la oportuna llegada del equipo de Goku. Durante la batalla que siguió, Piccolo le revela a Goku que él mismo es Ozaru el Gran Mono, habiendo sido enviado a la Tierra cuando era un bebé para destruirla cuando creciera. Cuando comienza el eclipse, Goku se transforma en Ozaru mientras Roshi intenta usar el Mafuba en Piccolo, pero él no tiene suficiente energía para terminar el encantamiento y Piccolo se libera. Ozaru estrangula a Roshi hasta la muerte, pero las últimas palabras de Roshi hacen que Goku recupere la razón; invierte su transformación y se enfrenta a Piccolo en una batalla final, aparentemente derrotándolo con el poder del Kamehameha. Goku luego usa las Esferas del Dragón para convocar a Shenlong y le solicita que devuelva a Roshi a la vida.
Mientras el grupo celebra, se dan cuenta de que las Esferas del Dragón se han dispersado y Bulma declara que deben buscarlas nuevamente. Antes de salir, Goku se reúne con Chi-Chi para disculparse por dejarla inconsciente y conocerla mejor, y comienzan un combate de entrenamiento para ver cuál de ellos es más fuerte.
En una escena de mitad de créditos, se muestra que Piccolo ha sobrevivido al Kamehameha de Goku y está siendo cuidado por la aldeana Seki, quien se reveló que Mai la había salvado.

## Reparto
El reparto es el siguiente:
- Justin Chatwin como Gokū,[15] un chico de dieciocho años que es considerado un bicho raro en la escuela, pero él es de hecho un luchador de artes marciales sumamente talentoso, que consigue gracias a la educación rigurosa de su abuelo, Gohan.
- James Marsters como Piccolo,[16] un antiguo ser quien a pesar de su aspecto humanoide, es de una raza extraterrestre cuyo objetivo es dominar el universo. Piccolo es el jefe de una raza que casi destruyó la Tierra hace dos mil años, y con la salida del eclipse y la posesión de las siete Esferas de Dragón, él está preparado para liberarse y hacer el trabajo directamente esta vez.
- Chow Yun-Fat como Muten Roshi,[17] es el hombre más viejo, es un buen amigo del abuelo de Goku, Gohan, y Goku viene a buscarlo después de que su abuelo es asesinado. Aunque él se parezca a un mendigo, el Maestro Roshi es uno de los luchadores líderes mundiales más temibles. El Maestro Roshi comienza el entrenamiento riguroso de Goku para prepararlo para la lucha por las siete Esferas de Dragón para salvar al mundo del plan destructivo de Piccolo. Un hombre sabio, algo sardónico que conoce tanto sobre la naturaleza humana como las artes marciales.
- Emmy Rossum como Bulma,[18] una guapa chica de veinte años con una gran inteligencia, Bulma es una joven decidida, competitiva cuya Esfera de Dragón de cinco estrellas de su padre fue robada por Piccolo. Es también experta en armas, y posee un radar para buscar las Esferas del Dragón.
- Jamie Chung como Chi-Chi,[19] el amor de toda la vida de Goku, Chi-Chí/Milk es atractiva, desde su infancia, ha crecido al lado de Goku. Ella ha estudiado artes marciales y siempre sospechaba que Goku posee los talentos que son insólitos y extraordinarios.
- Park Joon-hyung como Yamcha,[20] Un joven ingenioso cuyo camión es como una navaja suiza, cada parte de él tiene infinidad de artefactos, Yamcha se une a Goku, Bulma (qué él tiene un interés amoroso hacia ella) y el Maestro Roshi sobre su búsqueda para encontrar las Esferas de Dragón antes que Piccolo.
- Eriko Tamura como Mai,[21] es una chica que ronda la treintena, vestida de negro, con armas atadas con correa por todas partes de su cuerpo, ella es una experta de las artes marciales y es el brazo derecho de su jefe Piccolo. Tiene la capacidad de transformarse en cualquier cosa.
- Randall Duk Kim como Gohan,[22] un hombre amable y sabio, es el abuelo de Goku, ronda los setenta años, pero posee la agilidad de un joven.
- Ian Whyte como Ozaru, Goku se transforma en Ozaru el destructor. Es el siervo de Piccolo y durante su aparición va en busca de la esfera de dragón que tiene Yamcha y mata al Maestro Roshi. Su apariencia es de un simio de unos dos metros y medio de alto, y mantiene el traje característico que lleva Goku.

Personajes secundarios
- Ernie Hudson como Sifu Norris,[23] se confirmó su nombre por el dossier que filtró 20th Century Fox sobre la película.[24] Es un hombre que ronda las edades de cincuenta a setenta años, es un hombre noble e inteligente. Este personaje está basado en Mutaito, el mentor del Maestro Roshi.
- Texas Battle como Carey Fuller,[25] un chico afroamericano, grande y fuerte, más bien gigantesco, y mide aproximadamente más de un metro ochenta de alto. Es un gran jugador de fútbol y un matón, este sujeto y sus amigos se dedican a hacerle bullying a Goku.
- Megumi Seki como Seki, una curandera que posee una esfera de Dragón.
- Richard Blake como Agundas,[25] un chico que ronda la veintena, es el matón del instituto, y amigo de Carey Fuller.
- Shavon Kirksey como Emi,[25] una chica de veinte años, es alumna del instituto donde va Goku, es la novia de Agundas y es la mejor amiga de Chi-Chi.
- Luis Arrieta como Weaver,[26] es compañero de Goku en el instituto y es el típico nerd. Siempre contesta todas las preguntas que hace el profesor en clase.
- Julian Sedgwick como Mr. Kingery,[27] el profesor de Goku en el instituto.
- Jon Valera como Moreno, miembro del grupo de matones y uno de los compañeros de Carey Fuller, interviene en la pelea contra Goku en la fiesta que organiza Chi-Chi.
- Gabriela de la Garza como Avatar, aparece brevemente como el avatar de uno de los ordenadores de la ciudad donde Bulma intenta localizar a Mutenroshi.
- Rafael Valdez como Butler, otro compañero de Carey Fuller, también interviene en la pelea contra Goku.
- Mike Wilson como Hildenbrand, compañero de Carey y Agundas, interviene también en la pelea contra Goku.
- Freddy Bouciegues como Palmer, también es compañero de Carey Fuller, también interviene en la pelea contra Goku.
- Rich E. Cordobés como Réferi, es el árbitro que participa en el combate entre Chi-Chi y Mai.

## Doblaje
| Personaje                    | Actor de Voz (Hispanoamérica) | Actor de Voz (España) |
| ---------------------------- | --- | --------------------- |
| Goku (Justin Chatwin)        | Mario Castañeda Partida | Iván Jara             |
| Piccolo (James Marsters)     | Carlos Segundo | Rafael Azcarraga      |
| Maestro Roshi (Chow Yun-Fat) | Paco Mauri | Pablo del Hoyo        |
| Bulma (Emmy Rossum)          | Carla Castañeda | Olga Velasco          |
| Chichi (Milk) (Jamie Chung)  | Gabriela Beltrán | Mar Bordallo          |
| Yamcha (Park Joon Hyung)     | José Antonio Macías | Rafael Romero         |
| Mai (Eriko Tamura)           | Jessica Ortiz | Ana Jiménez           |
| Gohan (Randall Duk Kim)      | Arturo Mercado Chacón | Eduardo Moreno        |
| Sifu Norris (Ernie Hudson)   | Sebastián Llapur | Roberto Encinas       |
| Carey Fuller (Texas Battle)  | José Arenas | Cholo Moratalla       |
| Voces adicionales            | Analiz Sánchez Israel Nuncio Andrés García Huerta Jaime Alberto Carrillo Carlos Hernández Claudia Contreras José Luis Reza Darynka Vega Mildred Barrera David Bueno Mireya Mendoza Herman López Sebastián Llapur Irwin Daayán |                       |

Créditos técnicos
En el podcast del 26 de febrero de 2009 de Toonlandya se confirmó que el doblaje en Hispanoamérica había comenzado y que las voces originales del anime de Goku (Mario Castañeda) y Piccolo (Carlos Segundo) estarían en la película.

## Producción

### Desarrollo
En 2002, 20th Century Fox adquirió los derechos cinematográficos de la franquicia Dragon Ball. Ese mismo año, se le acercó a Stephen Chow para que dirigiera la película, y aunque dijo que estaba profundamente interesado porque es fanático de Dragon Ball, Chow declinó la oportunidad de dirigir. Sin embargo, aceptó un papel como productor a través de su compañía Star Overseas. Se ofreció el proyecto a Robert Rodriguez, Mark A.Z. Dippé y Zack Snyder para dirigir, pero lo rechazaron. 20th Century Fox luego envió el guion al guionista/director James Wong, quien aceptó. En 2007, James Wong y el cofundador de RatPac-Dune Entertainment, Brett Ratner, fueron anunciados como director y productor respectivamente, y el proyecto pasó a llamarse Dragonball. Se consideró que el primer borrador de Ben Ramsey era demasiado caro para rodar y, al final, escribió alrededor de cinco borradores diferentes del guion siguiendo las notas del estudio. James Wong escribió el último borrador, nuevamente según las notas del estudio, pero decidió permanecer sin acreditar como coguionista. Chow era un fanático de Dragon Ball, citando su "historia aireada y sin restricciones [que] deja mucho espacio para la creación", pero explicó que solo serviría como productor porque cree que solo debería dirigir las historias que él mismo había creado.
Se han reportado diferentes costos para producir la película. En enero de 2008, Marsters habló con TV Guide que le dijeron que la película tenía un presupuesto de aproximadamente $100 millones. En abril de 2009, la cadena de televisión española Telecinco informó que el presupuesto era de $50 millones de dólares. Marsters afirmaría más tarde que la película, de hecho, se produjo por $30 millones de dólares.

### Casting
Justin Chatwin fue seleccionado para interpretar al personaje central de la película, Goku. A Ron Perlman se le ofreció originalmente el papel del villano Lord Piccolo, pero lo rechazó para trabajar en Hellboy 2: El Ejército Dorado. James Marsters, quien aceptó el papel, señaló que era fanático de la serie de anime original y la describió como "la caricatura televisiva más genial de los últimos 50000 años [porque] tiene un sentido shakesperiano del bien y el mal". sobre el concepto original de su Piccolo, dijo que el personaje tenía "miles de años y hace mucho tiempo solía ser una fuerza del bien, pero tuvo una mala discusión y fue encarcelado durante 2000 años. Se enojó mucho, y encuentra una manera de escapar y luego trata de destruir el mundo". Originalmente, Piccolo iba a ser representado como una hermosa criatura, pero Marsters y el maquillador decidieron darle una tez decrépita para reflejar que había estado atrapado durante miles de años. La primera vez que se aplicó el maquillaje, tomó diecisiete horas y dejó a Marsters con dificultad para respirar. En aplicaciones posteriores, generalmente solo tomó cuatro horas.
Stephen Chow originalmente quería contratar a Zhang Yuqi, con quien trabajó en CJ7, para el papel de Chi-Chi, pero el papel finalmente fue para Jamie Chung.

### Rodaje
La fotografía principal comenzó el 3 de diciembre de 2007 en la Ciudad de México, México. Las ubicaciones incluyeron la Universidad Tecnológica de México.
Desde el 2 de enero de 2008 el equipo de filmación realizó grabaciones en el Parque nacional Sierra de Órganos. El equipo se trasladó al Estado de México en marzo de ese año para realizar algunas tomas en el Nevado de Toluca. También se programaron grabaciones en Los Ángeles, California. Al adaptar el manga de Dragon Ball, las ciudades futuristas y los vehículos voladores se mantuvieron; sin embargo, las criaturas antropomórficas y los animales parlantes (como Tortuga, Oolong y Puar) fueron descartados. Muchos de los lugares son de tendencia oriental, y también hubo algo de influencia azteca, particularmente de sus templos. Se pensó que Rossum usaría una peluca azul para parecerse a su contraparte del anime, pero finalmente se decidió que esa apariencia era demasiado poco realista. En cambio, tenía su marrón natural con rayas azules. Chatwin no usó peluca, ya que el director sintió que el cabello de Chatwin se parecía al de Goku. Una gran cantidad de Dragonball Evolution fue filmada en alrededores de Durango, México.
Los efectos especiales de Dragonball: Evolution fueron realizados por Amalgamated Dynamics, mientras que los efectos visuales fueron realizados por Ollin Studios, Zoic Studios e Imagine Engine.

### Música
El 9 de diciembre de 2008, se confirmó que el tema principal sería "Rule" de la cantante japonesa Ayumi Hamasaki. También aparece en la banda sonora de la película el artista pop estadounidense Brian Anthony, cuya canción remezclada "Worked Up" fue lanzada como sencillo en territorios ingleses, y está incluida en los lanzamientos de videos caseros como característica adicional.
La banda sonora de la película, Dragonball Evolution: Original Motion Picture Soundtrack, fue lanzada en los Estados Unidos el 17 de marzo de 2009 por Varèse Sarabande.
La partitura fue compuesta por Brian Tyler, quien grabó la partitura con un conjunto de 82 piezas de la Sinfónica de Hollywood Studio en el Newman Scoring Stage de 20th Century Fox. La partitura fue recibida con críticas positivas de los críticos de música, quienes hicieron comparaciones con trabajos anteriores de Tyler.

## Estreno
Aunque es una película estadounidense, Dragonball: Evolution se estrenó en Japón y Hong Kong el 13 de marzo de 2009, casi un mes antes de su estreno en Estados Unidos.
Fue lanzada en Australia el 2 de abril y en el Reino Unido el 8 de abril.
Su lanzamiento en su país de origen cambió muchas veces las fechas. Inicialmente programada para ser lanzada en Norteamérica el 15 de agosto de 2008, luego se trasladó a abril de 2009 para dar tiempo a trabajos adicionales de filmación y postproducción. La fecha específica luego cambió entre el 8 y el 10 de abril, siendo esta última la fecha de lanzamiento final.
El marketing del estreno en cines incluyó una campaña viral de "expresiones personales" creada por la agencia digital Red Box New Media que se ejecutó en la aplicación Windows Live Messenger. Paralelamente a esa campaña, Fox contrató a Picture Production Company para desarrollar un juego flash para PC/Wii con el nombre Can you Ka-Me-Ha-Me-Ha? Este juego fue lanzado justo antes de la película junto con otra campaña viral que animó a los fanes a enviar sus versiones del movimiento de lucha.

### Versión casera
La película fue lanzada en DVD y Blu-ray Disc de la Región 1 en Norteamérica el 28 de julio y en DVD y Blu-ray Disc de la Región 2 en el Reino Unido el 31 de agosto. El DVD y Blu-ray Disc de la Región 4 se lanzó en Australia el 18 de noviembre.
Tras adquirir Disney la distribución de la película, en varios territorios fue incluida en las plataformas de streaming de la compañía, Disney+ y Star+.

## Recepción

### Taquilla
En su primer fin de semana en los Estados Unidos, la película recaudó 4 756 488 USD en 2181 sitios. Box Office Mojo describió esto como «insignificante», y señaló que era menos de lo que Street Fighter: The Legend of Chun-Li ganó a pesar de que Dragonball Evolution se abrió en muchas más pantallas, y el monto bruto fue menor que las películas de acción de artes marciales similares como El reino prohibido o Bulletproof Monk. Ocupó el octavo lugar en la taquilla. En su segundo fin de semana, cayó al undécimo lugar. Al final de su carrera, la película tenía un ingreso bruto en los Estados Unidos y Canadá de 9 362 785 USD y un ingreso bruto internacional de 48 865 675 USD para un total bruto combinado de taquilla mundial de 58 228 460 USD.

### Crítica
En Rotten Tomatoes, la película recibió una calificación de aprobación del 15% basada en 61 reseñas, con una calificación promedio de 3.5/10. El consenso del sitio afirma: «ejecutado con poco estilo o invención, Dragonball Evolution carece de la magia que hizo que los libros en los que se basaba sean una sensación de culto». En Metacritic, la película tiene una puntuación media ponderada de 45 sobre 100 basado en reseñas de diez críticos, que indican «reseñas mixtas o promedio». Las audiencias encuestadas por CinemaScore le dieron a la película una calificación C+ en una escala de la A a la F.
Zac Bertschy de Anime News Network, quien inicialmente estaba molesto con los fanáticos de la franquicia que criticaron la película a través de tomas y avances filtrados antes del lanzamiento de la película, le dio a la película una calificación general negativa y dijo que «los fanáticos tenían razón». Criticó la falta de explicación de los elementos de la trama de la película, su trama trillada y el esfuerzo mediocre de los actores. Russell Edwards de Variety encontró la película «aceptable», «agradable si se pinta por números», y señaló que «no se toma a sí misma demasiado en serio, pero evita la campiña», que «el choque culminante entre Piccolo y Goku ofrece una fiel representación CGI de los poderes etéreos dibujados en el manga original» y que el clímax ofrece un «giro de carácter impresionante para Goku que calentará los berberechos del corazón de cada joven junguiano». Luke Thompson de E! Online se refirió a la película como un «desastre surrealista» que solo tendría sentido para los fanáticos de la serie original. Cuestionó el uso de un caucásico en el papel principal y sintió que Chow Yun-Fat estaba «sobreactuando como nunca antes», pero lo consideró «divertido en una especie de choque de trenes» y que, si bien nunca fue aburrido, también lo fue nunca «lógico, coherente [o] racional».
Christopher Monfette de IGN le dio a la película una crítica positiva, afirmando que «es quizás la película de acción en vivo más exitosa hasta la fecha en utilizar vestuario, producción y diseño de audio, sin mencionar algunas coreografías de lucha inspiradas, para brindar el sabor del anime sin volviéndose demasiado caricaturesco». Elogió al elenco principal por «crear personajes que realmente puedan interesar al público» y sintió que Chatwin era particularmente simpático como Goku. Rob Humanick, de Slant Magazine, consideró la película «poco inspirada» e inverosímil con una «construcción hiperactiva sin rumbo fijo y una completa falta de sustancia» y una «falsificación de FX improvisada». Al reseñar la película para la ABC Radio National de Australia, Jason Di Rosso dijo que la película «carecía del estilo visual de las adaptaciones de novelas gráficas recientes». Estuvo de acuerdo en que la película no estaba inspirada y también sintió que tenía un diálogo aburrido de «bromas de películas de la escuela secundaria» y estaba «plagado de clichés». Aaron Hillis de The Village Voice calificó la película como una «loca adaptación de acción en vivo», pero consideró que era «más entretenida de lo que merece ser» y que probablemente atraería a niños de diez años. Alonso Duralde de MSNBC consideró que la película era «entretenidamente ridícula y ridículamente entretenida» y señaló que «los niños se divertirán tanto que puedes convertir esta película en la puerta de entrada a la droga de kung-fu que les hace querer ver el trabajo anterior de Stephen Chow y Chow Yun-Fat, eso es si Stephen Chow y Chow Yun-fat tuvieran un actor caucásico en el papel principal». Jeffrey K. Lyles de The Gazette encontró que la película era «una aventura de artes marciales bastante entretenida para el público más joven» y tolerable para los adultos. Sintió que Chatwin estaba mal interpretado como Goku, y que el director Wong no logró capturar el «sentido frenético del anime» en las escenas de acción, dejándolos con un esfuerzo por comprender.

### Respuesta del creador
Antes del estreno de la película, el creador de Dragon Ball, Akira Toriyama, inicialmente se sintió sorprendido por Dragonball: Evolution y sugirió a sus fanes que lo trataran como una versión alternativa de su trabajo en el universo. En una entrevista con Asahi Shimbun en Dragon Ball Z: La Batalla de los Dioses, Toriyama reveló que sentía que los productores de Hollywood no lo escuchaban a él ni a sus ideas y sugerencias, y que la versión final no estaba a la par con la serie original de Dragon Ball, y sintió que el resultado era una película que ni siquiera podía llamar «Dragon Ball». Al hablar de la película en el Super History Book del trigésimo aniversario de Dragon Ball en 2016, Toriyama escribió: «había dejado atrás a Dragon Ball, pero viendo lo mucho que me molestó esa película de acción en vivo...».
En 2016, el escritor Ben Ramsey se disculpó por la película y escribió: «tener algo con mi nombre en él, ya que el escritor es tan denostado a nivel mundial es desgarrador. Recibir correos de odio de todo el mundo es desgarrador. [... ] Entré en el proyecto persiguiendo un gran día de pago, no como fanático de la franquicia, sino como un hombre de negocios que acepta una tarea. Aprendí que cuando te adentras en un esfuerzo creativo sin pasión, obtienes resultados subóptimos, y a veces simplemente basura. Así que no culpo a nadie por Dragonball [Evolution] sino a mí mismo».
En marzo de 2024, días después de fallecimiento de Akira Toriyama, Justin Chatwin, quien interpretó a Goku, pidió perdón por Dragonball: Evolution: «descansa en paz, hermano. Y lamento que arruinamos tanto la adaptación».

### Premios
La película fue nominada para un Premio Scream Spike TV en 2009 como "Mejor Película de Cómic", pero perdió ante Watchmen.
| Año  | Asociación            | Trabajo nominado     | Categoría             | Resultado | Referencia |
| ---- | --------------------- | -------------------- | --------------------- | --------- | ---------- |
| 2009 | Golden Schmoes Awards | Dragonball Evolution | Peor Película del Año | Nominada  | [ 92 ]     |

## Futuro

### Secuelas canceladas
En una entrevista a IGN, Justin Chatwin reveló que firmó para tres películas, aunque expresó interés en hacer siete películas. Chatwin también declaró que Goku "solo se vuelve realmente interesante en la segunda película" y que las próximas películas presentarían elementos de la parte de Dragon Ball Z de la franquicia, probablemente profundizando más en sus orígenes Saiyan e incorporando a su hijo Gohan y su archirrival Vegeta, que sintió que era "realmente emocionante. Entra en toda la leyenda de Dragonball". Se estaba escribiendo un guion para una secuela antes del estreno de la película. Marsters dijo que habría retomado su papel en películas futuras, teniendo "toda la intención de cumplir el arco de Piccolo en acción en vivo", que dijo que presentaría la reencarnación y redención de Piccolo, que fusionaría a Piccolo y su hijo Piccolo Jr. en un carácter. Sin embargo, el pobre desempeño crítico y financiero de la película hizo que todas las secuelas planeadas fueran canceladas.

### Posible reinicio
Disney obtuvo los derechos internacionales de la franquicia de Dragon Ball después de adquirir 20th Century Fox, que al parecer incluye los derechos de realizar una película de acción en vivo de Dragon Ball.

## Mercancías
Una novela cinematográfica, Dragonball Evolution: The Junior Novel, fue escrita por Stacia Deutsch y Rhody Cohon. Dirigida a niños de 8 a 15 años, la novela fue lanzada por VIZ Media el 24 de febrero de 2009. El mismo día, se publicó una serie de libros de capítulos para lectores de 7 a 10 años.
Los tres volúmenes, subtitulados The Discovery, The Search y The Battle, también fueron escritos por Deutsch y Cohan.
Un libro de pegatinas de 16 páginas, Dragonball: Evolution Sticker Book, apareció el 24 de marzo de 2009. Lanzado una semana después, el 31 de marzo de 2009, por Viz fue un Dragonball: Evolution Posterzine de 22 páginas con once carteles, entrevistas con el elenco y avances de mercadería.
El 19 de enero de 2009, Namco Bandai Games y Fox anunciaron un videojuego de PSP vinculado, que se lanzó en Japón el 19 de marzo y en Norteamérica el 7 de abril. El juego incluye a todos los personajes principales de la película y presenta varios juegos. modos, incluido un modo de batalla local para varios jugadores, imágenes fijas de producción y guiones gráficos de la película.
La empresa Enterbay con sede en Hong Kong produjo una línea a escala 1:6 para Dragonball Evolution. Se hizo una figura de Goku 1:6 junto con Lord Piccolo. Se planeó que Bulma fuera la tercera figura de la serie, además de ser la primera figura femenina que Enterbay haya lanzado. Los prototipos de la figura de Bulma se mostraron en el blog de Enterbay, pero en noviembre de 2010, Enterbay confirmó que Bulma fue cancelada. Bandai America lanzó una línea de juguetes para el mercado masivo basada en la película a tiempo para el estreno en cines. Las cifras llegaron en versiones de 4 y 6 pulgadas. Por último, la empresa japonesa de juguetes MediCom creó juguetes estilizados de Goku y Piccolo Be@rbrick para coincidir con el lanzamiento de la película.